# École spéciale d'architecture
Pour les articles homonymes, voir ESA.
L’École spéciale d'architecture (ÉSA) est un établissement supérieur privé d’enseignement de l’architecture, situé 254 boulevard Raspail à Paris.
Le diplôme de l’École spéciale d’architecture (DESA), reconnu par l’État depuis 1934, ouvre droit à l’inscription à l’ordre des architectes.

## Histoire

### Fondation

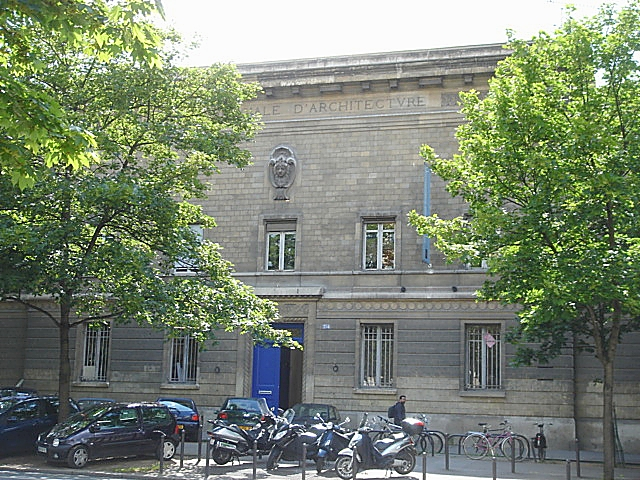
La façade de l'école boulevard Raspail.

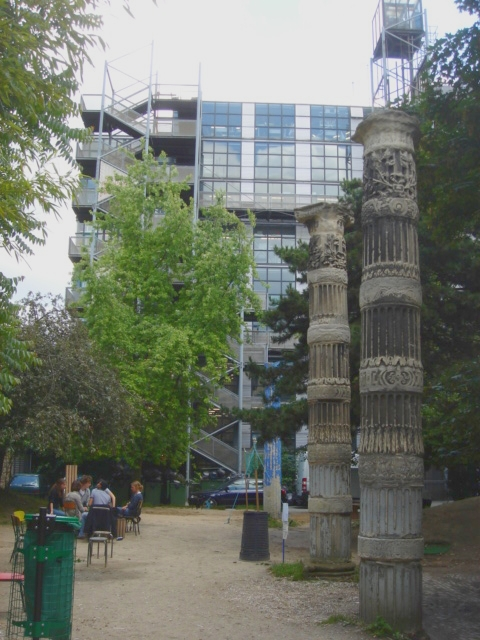
Le jardin avec des colonnes issues des ruines du palais des Tuileries, et, au fond, l'École Camondo.

École centrale d'architecture est fondée en 1865 par Émile Trélat, ingénieur de l'École centrale des arts et manufactures, qui était depuis 1852 le titulaire de la chaire de construction civile au Conservatoire impérial des arts et métiers. C'est la plus ancienne école moderne d'architecture en France. Elle a été reconnue d'utilité publique à partir de l'année 1870.
Elle a pour origine la volonté d'Eugène Viollet-le-Duc de réformer l'École des beaux-arts. Dès les années 1850 il fait campagne contre l’institution, il critique son classicisme et son enseignement tourné vers le passé et ignorant le futur. Ses tentatives de réforme de l’école avorteront tous, notamment celle de 1863 dans laquelle il voulait introduire des enseignements spécifiques à la profession d'architecte (construction aussi bien moderne que médiévale, droit, hygiène, matériaux modernes etc…).
Faute de pouvoir transformer l'école de l’intérieur Viollet le Duc rejoint Émile Trélat, son ami d’enfance pour créer une « école libre » d'architecture et réagir contre le monopole qu'exerçait l'Académie des beaux-arts sur l'enseignement.
Cette création, contemporaine de celle de l'École pratique des hautes études et de l'École libre des sciences politiques, fut encouragée par le ministre de l'Instruction publique Victor Duruy qui autorisa l'ouverture le 30 juin 1865. Parmi les cent trente-sept premiers actionnaires de l'école, on trouve beaucoup de membres proches du mouvement saint-simonien, Émile Boutmy, Michel Chevalier, Ferdinand de Lesseps (pour la forme, car il ne se manifesta jamais), Anatole de Baudot, Eugène Flachat, Émile de Girardin, Adolphe Crémieux, Émile Pereire, Léon Say, Étienne-Jules Marey, Charles Dupont de l'Eure, Jean-Baptiste André Godin, Eugène Viollet-le-Duc, Joseph Louis Delbrouck ou Émile Muller.

### Période de guerre
Pendant la Seconde guerre mondiale, Paris est dans la zone d'occupation allemande, l'École perd une grande partie de ses étudiants, de ses enseignants et de ses ressources. 
En 1941, le gouvernement français réfugié à Vichy réforme la profession d'architecte en créant l'Ordre des architectes (réalisant le projet de Jean Zay) avec un code de déontologie repris de celui établi par Julien Guadet pour la Société centrale des architectes (officialisée en même temps que l'École centrale d'architecture), puis réforme aussi l'enseignement par un décret du 17 février 1941 qui oblige l’École à se rapprocher de l’École des beaux-arts.
Georges Gromort, théoricien de l’architecture réputé de l’École des beaux-arts, devient directeur des études de l'École. Alors, « toute prise de conscience de la construction était absente, toutes formes d’expression autres que classiques étaient exclues, la négation même de l’esprit de l’école ».

### Premiers programmes d'enseignements

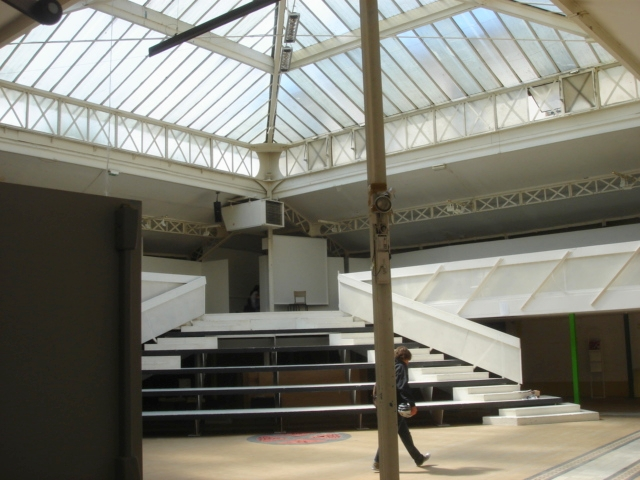
Le hall.

Les enseignements se présentent en quatre groupes :
L'école possède à sa fondation dix-huit chaires qui dispensent en tout environ 300 cours répartis sur les trois premières années d'études, la dernière année étant celle du projet final présenté pour obtenir le diplôme de l'école.
- Les enseignements du dessin :
  - Géométrie descriptive et stéréotomie : Charles Dupont de l'Eure puis Jules Pillet, X-Pont qui développera la stéréotomie du bois et du métal ;
  - Dessin, perspective et tracée des ombres.
- Les cours d'amphithéâtre :
  - Physique générale : Jules Janssen, et physique appliquée à la construction ;
  - Chimie générale : Pierre-Paul Dehérain et chimie appliquée à la construction ;
  - Géologie : Amédée Burat ;
  - Histoire naturelle (botanique, bois, jardins) : Pierre-Paul Dehérain ;
  - Stabilité des constructions (statique) : Henri de Dion ;
  - Construction : Émile Trélat ;
  - Machinerie des constructions : Louis de Mastaing, aussi professeur à Centrale ;
  - Comptabilité de bâtiment, métré ;
  - Droit civil et immobilier, droit administratif de la construction, législation du bâtiment : Jacques Flash, aussi professeur au Collège de France ;
  - Économie politique : Adolphe-Gustave Blaise dit Blaise des Vosges, né le 17 juin 1811 à Épinal - mort le 21 mai 1886 à Paris, économiste libéral, auteur du Cours d'économie industrielle, professé par Adolphe Blanqui
  - Histoire des civilisations et histoire comparée de l'architecture : Eugène Viollet-le-Duc et Anatole de Baudot, puis Émile Boutmy. Cette chaire sera dédoublée plus tard en deux périodes :
    - Arts au Moyen Âge, avec comme professeur Camille Enlart ;
    - Arts modernes du XVIe siècle au XIXe siècle, avec comme professeur G. Brière.

  - Hygiène et salubrité publique : Émile Trélat, avec Étienne-Jules Marey[5].

- Les travaux d'atelier. L'école possède à sa fondation trois ateliers qui sont le point de rencontre et d'application de tous les enseignements de l'école. Il s'y fait des projets courts. Les trois premiers titulaires sont les architectes Joseph Nicolle (1811-1896), Charles-Jules Simonet (1826-1896), ancien élève et collaborateur d'Henri Labrouste, et François Thierry Ladranges (1825-1896), tous trois membres de la Société centrale des architectes.

- Les travaux de vacances, qui sont des études et des relevés de bâtiments et de monuments choisis librement par les élèves en France ou à l'étranger, pendant les trois mois d'été. Ces travaux, présentés sous forme de carnets de croquis, font l'objet d'une notation en fin d'études qui compte pour moitié, avec le projet de fin d'études, pour l'obtention du diplôme de l'école.

## Personnalités liées à l'établissement

### Professeurs ou directeurs
- Albert Besson, théoricien de l'hygiène de l'habitation.
- Eugène Viollet-Le-Duc, professeur d'atelier et de construction.
- Henri Prost, professeur d'atelier, directeur de 1929 à 1959
- Jean Duvignaud, président en 1969.
- Anatole Kopp, directeur.
- Paul Virilio, professeur d'atelier, directeur.
- Claude Parent, architecte, professeur d'atelier, futur président de l'Académie d'architecture.
- Jacques Rougerie, professeur d'atelier.
- Manolo Nunez, architecte, professeur d'atelier de 1977 à 1982.
- Christian de Portzamparc, architecte, professeur d'atelier, président.
- Brendan McFarlane
- Peter Cook
- Odile Decq, architecte professeur d'atelier, directrice

### Élèves

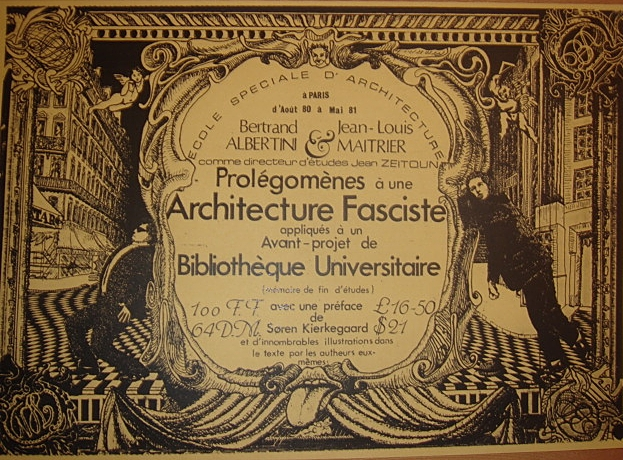
Couverture d'un projet de fin d'études, 1981, B. Albertini, L Maitrier - Ateliers Jean Zeitoun et Paul Virilio.

L'association des anciens élèves diplômés de l'École spéciale d'architecture, la SADESA, a été fondée en 1952. Parmi les anciens élèves, peuvent être cités :
- Jean-François Joseph Lecointe (étude à l'ancienne école spéciale d'architecture qui dépendait de Polytechnique) ;
- Stephen Sauvestre (promotion 1868[6]) ;
- Charles Albert Gautier (promotion 1868[6]), membre de la Société centrale des architectes (actuelle académie d'architecture), il est le fondateur de la Société des architectes diplômés par le gouvernement (actuelle SFA) en 1877 ;
- Antyme de La Hussinière (promotion 1872[6]) ;
- Louis Garnier ([6]) ;
- Léandre Gravereaux (promotion 1875[6]) agrandissement du Pavillon d'Antoine de Navarre ;
- René Sergent (promotion 1884[6]) ;
- Henri Prost (promotion 1892[6]), Premier Grand Prix de Rome en 1902 ;
- Jean Walter (promotion 1902[6]) ;
- Robert Mallet-Stevens (promotion 1906[6]) ;
- Henri Jacobi (promotion 1907[6]) ;
- Jean Badovici (promotion 1919[6]) ;
- Jean Fidler (vers 1910, ne figure pas dans l'annuaire comme diplômé[6]), termine ses études à l'école d'architecture de Moscou ;
- Adrienne Gorska (promotion 1922[6]) ;
- André Lasserre (inconnu dans l'annuaire[6]), poursuit ses études à la Grande-Chaumière ;
- Jean Ginsberg (promotion 1929[6]) ;
- Boris Guimpel (vers 1931, inconnu dans l'annuaire[6]) ;
- Pierre Vago (promotion 1932[6]), éditeur de la revue L'Architecture d'Aujourd'hui, fondateur en 1948 l'Union Internationale des Architectes (UIA) ;
- Luce Eekman (promotion 1959)
- Jean-André Condoret (promotion 1959[7]) ;
- Jean-Pierre Adam (promotion 1965[6]) ;
- Annette Tison (promotion 1965[6]) ;
- Farah Diba (promotion 1957) ;
- Jean-Louis Cohen (promotion 1973) ;
- Iwona Buczkowska (promotion 1976[6]) ;
- Frédéric Borel (promotion 1982[6]) ;
- Karim Marrakchi ;
- Anne Seibel ;
- Françoise N’Thépé (promotion 1996) ;
- Franklin Azzi (promotion 2000).